# Condados de Uganda
O distritos de Uganda, são divididos em 146 condados, um conselho de cidade, e treze municipalidades. Os condados estão listados abaixo, por distrito:

## Abim (distrito)
- Labwor

## Adjumani (distrito)
- East Moyo

## Amolatar (distrito)
- Kyoga

## Amuria (distrito)
- Amuria
- Kapelebyong

## Amuru (distrito)
- Kilak
- Nwoya

## Apac (distrito)
- Kole
- Kwania
- Maruzi

## Arua (distrito)
- Arua
- Ayivu
- Madi-Okollo
- Vurra

## Budakas (distrito)
- Budaka
- Butebo

## Bugiri (distrito)
- Bukooli

## Bukwa (distrito)
- Kongasis

## Bulisa (distrito)
- Bulisa

## Bundibugyo (distrito)
- Bwamba
- Ntoroko

## Bushenyi (distrito)
- Buhweju
- Bunyaruguru
- Igara
- Ruhinda
- Sheema

## Busia (distrito)
- Samia-Bugwe

## Busiki (distrito)
- Busiki

## Butaleja (distrito)
- Bunyole

## Dokolo (distrito)
- Dokolo

## Gulu (distrito)
- Aswa
- Gulu
- Omoro

## Hoima (distrito)
- Bugahya
- Buhaguzi

## Ibanda (distrito)
- Ibanda

## Iganga (distrito)
- Bugweri
- Kigulu
- Luuka

## Jinja (distrito)
- Butembe
- Jinja
- Kagoma

## Kaabong (distrito)
- Dodoth

## Kabale (distrito)
- Kabale
- Ndorwa
- Rubanda
- Rukiga

## Kabarole (distrito)
- Bunyangabu
- Burahya
- Fort Portal

## Kaberamaido (distrito)
- Kaberamaido
- Kalaki

## Kabingo (distrito)
- Bukanga
- Isingiro

## Kalangala (distrito)
- Bujumba
- Kyamuswa

## Kaliro (distrito)
- Bulamogi

## Kampala (distrito)
- Kampala

## Kamuli (distrito)
- Budiope
- Bugabula
- Buzaaya

## Kamwenge (distrito)
- Kibale
- Kitagwenda

## Kanungu (distrito)
- Kinkiizi

## Kapchorwa (distrito)
- Kween
- Tingey

## Kasese (distrito)
- Bukonjo
- Busongora

## Katakwi (distrito)
- Usuk

## Kayunga (distrito)
- Bbaale
- Ntenjeru

## Kibale (distrito)
- Bugangaizi
- Buyaga
- Buyanja

## Kiboga (distrito)
- Kiboga

## Kiruhura (distrito)
- Kazo
- Nyabushozi

## Kisoro (distrito)
- Bufumbira

## Kitgum (distrito)
- Chua
- Lamwo

## Koboko (distrito)
- Koboko

## Kotido (distrito)
- Jie

## Kumi (distrito)
- Bukedea
- Kumi
- Ngora

## Kyenjojo (distrito)
- Kyaka
- Mwenge

## Lira (distrito)
- Erute
- Lira
- Moroto
- Otuke

## Luwero (distrito)
- Katikamu
- Wabusana

## Manafwa (distrito)
- Bubulo
- Majiya

## Maracha (distrito)
- Maracha
- Terego

## Masaka (distrito)
- Bukomansimbi
- Bukoto
- Kalungu
- Masaka

## Masindi (distrito)
- Bujenje
- Buruli
- Kibanda

## Mayuge (distrito)
- Bunya

## Mbale (distrito)
- Bungokho
- Mbale

## Mbarara (distrito)
- Kashari
- Mbarara
- Rwampara

## Mityana (distrito)
- Busujju
- Mityana

## Moroto (distrito)
- Bokora
- Matheniko
- Moroto
- Pian

## Moyo (distrito)
- Obongi
- West Moyo

## Mpigi (distrito)
- Butambala
- Gomba
- Mawokota

## Mubende (distrito)
- Buwekula
- Kassanda

## Mukono (distrito)
- Buvuma Islands
- Buyikwe
- Mukono
- Nakifuma

## Nakapiripirit (distrito)
- Kadam
- Upe

## Nakaseke (distrito)
- Nakaseke

## Nakasongola (distrito)
- Buruli

## Nebbi (distrito)
- Jonam
- Okoro
- Padyere

## Ntungamo (distrito)
- Kajara
- Ruhaama
- Rushenyi

## Oyam (distrito)
- Oyam

## Pader (distrito)
- Agago
- Aruu

## Pallisa (distrito)
- Kibuku
- Pallisa

## Rakai (distrito)
- Kabula
- Kakuuto
- Kooki
- Kyotera

## Rukungiri (distrito)
- Rubabo
- Rujumbura

## Sembabule (distrito)
- Lwemiyaga
- Mawogola

## Sironko (distrito)
- Budadiri
- Bulambuli

## Soroti (distrito)
- Kasilo
- Serere
- Soroti

## Tororo (distrito)
- Kisoko
- Tororo

## Wakiso (distrito)
- Busiro
- Entebbe
- Kyadondo

## Yumbe (distrito)
- Aringa

Os condados estão subdivididos em sub-condados.